# Кордела (Белуно)
Кордела (итал. Cordella) је насеље у Италији у округу Белуно, региону Венето.
Према процени из 2011. у насељу је живело 30 становника. Насеље се налази на надморској висини од 1054 м.